# Catherine McCormack
Catherine Jane McCormack, född 3 april 1972 i Epsom, Surrey, är en engelsk skådespelare och regissör. McCormack har rönt framgångar såväl inom filmen som teater och tv. Catherine McCormack är av irländsk börd på fädernesidan. Hon är känd för filmer som Braveheart (1995), The Land Girls (1998), En kvinnas öde (1998), Augustidansen (1998), Spy Game (2001) och 28 veckor senare (2007). 

## Filmografi i urval
- 1995 – Braveheart
- 1998 – The Land Girls
- 1998 – En kvinnas öde
- 1998 – Augustidansen
- 2000 – Shadow of the Vampire
- 2000 – Vikten av vatten
- 2001 – Spy Game
- 2004 – Strings (röst)
- 2007 – 28 veckor senare
- 2014 – Magic in the Moonlight
- 2016 – The Journey
- 2025 – Lockerbie: A Search for Truth (TV-serie)
- 2025 – My Oxford Year